# Прапор Домініканської Республіки
Прапор Домініканської Республіки — один з офіційних символів Домініканської Республіки. Вперше був затверджений 6 листопада 1844 року, проте 16 березня 1861 року був відмінений. Повторно затверджений 14 вересня 1863 року. Співвідношення сторін прапора 5:8.
Прапор є прямокутним полотном, яке поділене білим хрестом на 4 частини (дві синього та дві червоного кольору). Посередині прапора зображений герб Домініканської Республіки. Синій колір символізує волю, червоний – кров та незалежність, а білий віру та спасіння.

## Історичні прапори

Прапор Домініканської Республіки 1844-1849